# NGC 7660
NGC 7660 (другие обозначения — PGC 71413, UGC 12594, MCG 4-55-12, ZWG 476.35) — эллиптическая галактика (E) в созвездии Пегас.
Этот объект входит в число перечисленных в оригинальной редакции «Нового общего каталога».